# Rocket Mania!
Rocket Mania! este un joc video de puzzle creat de Nuclide Games și publicat de PopCap Games.

## Jocul
În Rocket Mania, punctele se câștigă lansând cât mai multe și cât mai repede artificii. Acestea se lansează cu ajutorul segmentelor de fitil care trebuie rotite pentru a forma o cale închisă prin care sursa de foc din stânga să ajungă la rachetele din dreapta. Odată conectate, racheta se lansează, acordând punte. Puncte bonus pot fi obținute lansând mai multe rachete deodată, lucru posibil atunci când se folosesc segmente de fitil cu trei sau patru ieșiri, care împart focul la mai multe rachete. Odată lansate, segmentele de fitil sunt înlocuite cu altele noi. Unii jucători preferă să constituie acest drum invers, de la rachete la foc, pentru a cupla mai multe rachete.

### Monede și altele
Jocul oferă diferite bonusuri care apar aleatoriu pe diferite segmente. Acestea sunt: pietre prețioase, care oferă puncte bonus, bombe (care explodează distrugând segmentele de fitil), și ceasuri, care îngeață timpul rămas. Se obțin arzând acele segmente de fitil. Monedele se obțin la fel, iar după fiecare nivel, acestea sunt folosite la creșterea nivelului rachetelor. Nivelul maxim este 10, după acesta monedele valorând puncte.

### Moduri de joc
Pe lângă modul de joc clasic, întâlnim unul arcade și unul de strategie. În cel arcade, nu există o limită de timp, dar segmentele de fitil cad încontinu din partea de suh a ecranului. Odată umplut tot spațiul, jocul se termină. În modul strategie jucătorul are un număr limitat de chibrituri; jocul se termină când toate sunt folosite. Se pot obține altele noi dacă sunt lansate trei sau mai multe rachete.

## Disponibilitate și recenzii
Varianta online a jocului este disponibilă gratuit pe site-ul MSN Games și variații ale acestuia, dar este limitat în ceea ce privește numărul de niveluri. Varianta destinată Windowsului, Rocket Mania Deluxe, este disponibilă gratuit timp de jumătate de oră, versiunea întreagă fiind deblocată după cumpărarea jocului. Au mai fost făcute ediții pentru Palm OS și Pocket PC.
GameZone a a cordat variantei pentru Windows nota 9,2 (din 10) și a acordat titlul de „Alegerea editorilor”, ajungând la concluzia că este ușor, care creează dependență.  Spre deosebire de recenzorii de la GameZone caare au apreciat modul gradat de creștere a dificultății, GameSpot a afirmat că jocul era prea simplu până la ultimele niveluri. De aceea, GameSpot a acordat doar 6,7 (din 10), scoțând totuși în evidență și alte aspecte pozitive cum ar fi controlul ușor și varietatea de moduri..